# Moorfund von Illemose
Der Moorfund von Illemose ist eine Sammlung von Geräten, Waffen und Knochen, die beim Torfstechen in einem großen Moorareal im Kirchspiel Rynkeby, Odense Amt auf der dänischen Insel Fünen gefunden wurden. Das Moor liegt etwa sechs Kilometer entfernt von Kerteminde an der Ostküste Fünens. Das bedeutendste Fundstück ist der Kessel von Rynkeby.
Seit der Mitte des 19. Jahrhunderts wird in dem Moor Torf gestochen. Dabei sind immer wieder verschiedene archäologisch relevante Stücke zu Tage gefördert worden. 1893 wurde vom Nationalmuseum Kopenhagen eine systematische Grabung im östlichen Teil des Moores veranlasst. Aber auch danach wurden bis 1942 und nach 1984 immer wieder Funde gemeldet. Um 1900 wurde der Fundort für einen Kampfplatz gehalten. Doch heute ist man sich darüber einig, dass es sich bei den Fundstücken größtenteils um Kriegsbeuteopfer handelt.
Außerdem gibt es einen Komplex kaiserzeitlicher Waffen. Dabei fällt auf, dass persönliche Ausrüstungsgegenstände (Schnallen, Kämme) fehlen. Außerdem wurden vier menschliche Skelette und viele Tierknochen (Pferd, Kuh, Schaf, Hund und Seeadler) gefunden. mit der 14C–Methode wurden die menschlichen Knochen in vorrömische Eisenzeit datiert.
Der Bronzekessel ist der jüngeren vorrömischen Eisenzeit zuzuordnen. Er ist rituell zertrümmert worden. Er hatte einen Durchmesser von ungefähr 70 Zentimeter. Der senkrechte Rand war mit dem Gefäß vernietet. Zum Fund gehören noch zwei Innenplatten, von denen eine noch im Gefäß befestigt ist. Auf dem Rand ist ein Kopf mit gescheiteltem Haar und einem Halsreif (Torques) dargestellt. Auf der anderen Platte ist ein Wolf und ein Eber abgebildet, dazwischen eine Triskele.  Es handelt sich um eine Parallele zum Kessel von Gundestrup, wenn sie auch nicht so aufwändig hergestellt ist. Man nimmt das 1. Jahrhundert v. Chr. als Herstellungszeit an. Wann der Kessel im Moor deponiert wurde, lässt sich nicht sagen, da die Fundumstände nicht hinreichend dokumentiert sind. Als Herkunftsgebiet wird allgemein das keltische Gallien angenommen.
Das Illemose diente in der vorrömischen Eisenzeit bis in die jüngere Kaiserzeit als Opfermoor. Dort wurden Gegenstände mit hohem Statuswert niedergelegt. Am Anfang des 2. Jahrhunderts wurden auch Waffen geopfert. Sie sind stark verbogen und beschädigt.